# Karl-Heinz Kuck
Karl-Heinz Kuck (* 20. April 1952 in Aachen) ist ein deutscher Kardiologe. Er war Chefarzt der Abteilung für Kardiologie an der Asklepios Klinik St. Georg in Hamburg, seit Januar 2024 ist er Mitglied im Herzzentrum an der Alster – Zentrum für kardiovaskuläre Medizin in Hamburg.

## Leben
Kuck legte 1970 am Waldschulheim Breuer in Aachen sein Abitur ab.
Von 1971 bis 1976 studierte er Medizin an der Universität Köln, wo er 1977 zum Thema „Methodologische Untersuchungen zur quantitativen Bewertung der fibrinolytischen Aktivität in Geweben: Eine Untersuchung auf d. Rinderfibrinplatte“ promovierte.
1977 und 1978 war er Assistent in der Kardiologischen Abteilung des Universitätsklinikums Hamburg-Eppendorf, von 1978 bis 1981 Gastarzt („Fellow“) in der Abteilung für Elektrophysiologie des Universitätskrankenhauses Limburg in Maastricht in den Niederlanden. 1981 bis 1983 folgte die Weiterbildung zum Facharzt für Innere Medizin, von 1983 bis 1989 die zum Facharzt für Kardiologie, jeweils am Universitätsklinikum Hamburg-Eppendorf (UKE). 1985 habilitierte sich Kuck mit einer Arbeit unter dem Titel „Elektrophysiologie der hypertrophen Kardiomyopathie“. Er war damit zum damaligen Zeitpunkt der jüngste Professor Deutschlands.
Von 1985 bis 1992 arbeitete Kuck als Oberarzt in der Abteilung Kardiologie am UKE, von 1992 bis 1994 war er Kommissarischer Leiter der dortigen Abteilung für Kardiologie.
Von September 1994 bis Juni 2019 war Kuck Chefarzt der Abteilung für Kardiologie an der Asklepios Klinik St. Georg in Hamburg. Er war von 2013 bis 2015 Präsident der European Heart Rhythm Association und trat im April 2015 bei der 81. Jahrestagung in Mannheim das Amt des Präsidenten der Deutschen Gesellschaft für Kardiologie an, von dem er am 3. Juni 2016 zurücktrat.
Ab August 2019 war Kuck Mitglied im Management-Board der österreichischen Lanserhof Gruppe, einem Betreiber von Gesundheits-Resorts, und leitete die kardiologische Abteilung von LANS Medicum Hamburg, dem Zentrum für Sport- und Regenerationsmedizin dieser Gruppe. 
Seit September 2024 arbeitet Kuck im Herzzentrum an der Alster – Zentrum für kardiovaskuläre Medizin in Hamburg, gemeinsam mit Thomas Meinertz und Costard-Jäckle. Stationäre Eingriffe am Herzen führt Kuck seit September 2019 am Universitätsklinikum Schleswig-Holstein (UKSH) – Campus Lübeck durch. Daneben ist Kuck auch an der Cardiance Klinik in Pfäffikon in der Schweiz tätig.
Kuck ist geschieden und hat zwei Töchter.

## Schaffen
Karl-Heinz Kuck gilt als Spezialist für die Behandlung von Herzrhythmusstörungen, insbesondere von Vorhofflimmern. So hat er die  Methode der Katheterablation, bei der Herzrhythmusstörungen mittels Verödung bekämpft werden, mitentwickelt.
Kuck wurde mit verschiedenen medizinischen Preisen ausgezeichnet, darunter:
- Arthur-Weber-Preis der Deutschen Gesellschaft für Kardiologie – Herz und Kreislaufforschung (1995)
- Franz Loogen Preis der Universität Essen (1998)
- Ehrendoktorwürde der Semmelweis-Universität Budapest in Ungarn (2009)
- Willem Einthoven Preis der Universität Leiden in den Niederlanden (2010)
- Ehrennadel in Silber der Deutsche Gesellschaft für Kardiologie – Herz- und Kreislaufforschung (2011)[8]
- Wissenschaftspreis der Gertrud-Spitz-Stiftung „für seine Pionierleistungen auf dem Gebiet der Rhythmologie in der Forschung, Weiterbildung und Krankenversorgung“ (2012)

## Verurteilung wegen Abrechnungsbetrugs und Entzug der Ärztlichen Approbation
Seit dem 21. Januar 2015 ermittelte die Staatsanwaltschaft Hamburg wegen des Verdachts auf „gewerbsmäßigen Betrug in einer noch zu ermittelnden Zahl“ gegen Karl-Heinz Kuck. Im Mai 2016 wurde Kuck wegen Abrechnungsbetrugs zu einer einjährigen Haftstrafe – ausgesetzt für zwei Jahre zur Bewährung – und zu einer Geldstrafe von 100.000 Euro verurteilt. Wegen dieses Abrechnungsbetrugs wurde Kuck seine persönliche Ermächtigung zur ambulanten Behandlung von Kassenpatienten entzogen. Im Oktober 2018 entzog ihm die Hamburger Gesundheitsbehörde die ärztliche Zulassung. Gleichzeitig teilten die Asklepios-Kliniken die vorzeitige Auflösung seines Dienstvertrages zum 30. Juni 2019 mit. Das Verwaltungsgericht Hamburg entschied, dass der Entzug der Zulassung unzulässig war.